# De Akkers (stacja metra)
De Akkers – stacja metra w Rotterdamie, położona na linii C (czerwonej) i D (błękitnej). Została otwarta 25 kwietnia 1985. Stacja znajduje się w Spijkenisse. Jest stacją końcową dla obu linii.